# Aron Jakovlevič Gurevič
Aron Jakovlevič Gurevič (in russo Арон Яковлевич Гуревич?; Mosca, 12 maggio 1924 – Mosca, 5 agosto 2006) è stato uno storico russo che concentrò le sue ricerche sul Medioevo e, in particolare, si occupò della condizione economica sociale dei contadini medievali in Inghilterra e Scandinavia. Considerato il fondatore dell'antropologia storica in Russia, e seguace delle teorie di Aleksandr Neusychin ed Evgenij Kosminskij, il suo lavoro fu influenzato anche dai francesi Marc Bloch e Lucien Febvre, oltre che dalle idee di Michail Bachtin (ma sfidandone alcune allo stesso tempo). Influenzato anche da Jacques Le Goff e Georges Duby, si considerava membro della loro Scuola delle Annales. L'opera di Gurevič fu considerata antimarxista e incontrò ostilità in Unione Sovietica, ma godette del sostegno all'estero tra la Scuola degli Annales, anche se non gli fu permesso di viaggiare all'estero prima della Perestrojka.

## Biografia
Aron Gurevich nacque a Mosca il 12 maggio 1924 da una famiglia ebrea laica. Nel 1946 si laureò all'Università Statale di Mosca. Inizialmente si specializzò in lingue scandinave. Nel 1950, dopo aver difeso la sua tesi, "Contadini del sud-est dell'Inghilterra durante il periodo pre-normanno", divenne candidato di scienze e docente dell'Istituto Pedagogico Statale Kalinin (ora Università Statale di Tver), un incarico provinciale a cui fu relegato, e che mantenne dal 1950 al 1964.  Nel 1962 Gurevich ricevette la laurea in Doktor nauk all'Università di Leningrado. La sua tesi di dottorato è stata "Panoramica della storia sociale della Norvegia nei secoli IX-XII". Fu la prima tesi di dottorato in Unione Sovietica completamente dedicata alla storia vichinga. La sua carriera avrebbe poi sofferto in particolare del fatto di essere ebreo, cosa che all'epoca significava notevoli difficoltà per gli studiosi dell'Unione Sovietica. 
Aron Gurevich tornò all'Istituto Kalinin e divenne professore nel 1963. Nel 1966 Gurevich entrò a far parte dell'Istituto di Filosofia di Mosca, ma fu licenziato dopo aver pubblicato "Problemi nelle origini del feudalesimo in Europa occidentale" (Problemy genezisa feodalizma v zapadnoi Evrope (1970)), in cui contestava la teoria sulle origini del feudalesimo adottata nella storiografia marxista, e fu denunciato per il suo impiego di metodi strutturalisti. Da allora in poi gli fu impedito di insegnare accademicamente. Fino al 1992 ha lavorato presso il Dipartimento di Informazione dell'Istituto di Storia del Mondo di Mosca. Ha vinto il Premio Nonino 1988 in Italia.
Nel 1989, durante la Perestrojka, a Gurevich fu permesso di lasciare il paese per la prima volta, e tenne conferenze all'estero nel 1989-1991.
Nel 1993 diventò direttore dell'Istituto di Storia del Mondo presso l'Università Statale di Mosca e nel 1998 membro straniero dell'Accademia Reale Olandese delle Arti e delle Scienze.
Gli ultimi tredici anni della sua vita fu cieco, ma continuò a lavorare: colleghi e studenti gli leggevano, e lui pensava e dettava. Negli ultimi anni, il flusso delle sue pubblicazioni scientifiche non si è prosciugato.
Morì il 5 agosto 2006 a Mosca dopo una grave e lunga malattia. Fu sepolto nel cimitero ebraico Vostryakovskoye. Nel necrologio dell'Istituto di Cultura Mondiale dell'Università Statale di Mosca, fu definito "il più famoso storico russo al di fuori del nostro paese"; "I suoi libri si sono rivelati estremamente importanti per la liberazione mentale della nostra società molto prima dell'inizio della perestrojka". Nel suo necrologio del Lenta.ru, fu indicato come uno dei più autorevoli studiosi russi in ambito umanistico.

## Vita privata
Nel 1945 si sposò con Esther Izrailevna Shifman (1922-1997). La figlia Elena Aronovna Gurevich (1957-2018) è stata una nota filologa scandinava.

## Opere
È autore di oltre 500 articoli scientifici e di 14 libri tradotti in decine di lingue.

### Tradotti in italiano
- Le origini del feudalesimo (Laterza, 1982)
- Le categorie della cultura medievale (Einaudi, 1983)
- Contadini e santi (Einaudi, 1986)
- Lezioni romane (Einaudi, 1991)
- Il mercante dall'Antichità al Medioevo (Laterza, 1994) - con Andrea Giardina
- La nascita dell'individuo nell'Europa medievale (Laterza, 1996)